# Ligne de l'Aéroport de Miyazaki
La ligne de l'Aéroport de Miyazaki (宮崎空港線, Miyazaki Kūkō-sen) est une courte ligne ferroviaire située à Miyazaki au Japon. Elle relie la gare de Tayoshi à celle de l'aéroport de Miyazaki. La ligne est exploitée par la compagnie JR Kyushu.

## Histoire
La ligne a été ouverte en 1996 pour desservir l'aéroport de Miyazaki.

## Caractéristiques

### Ligne
- Longueur : 1,4 km
- Ecartement : 1 067 mm
- Nombre de voies : Voie unique

### Gares
| Gare                 | Nom japonais | Distance (km) | Correspondances                       | Localisation |
| -------------------- | ------------ | ------------- | ------------------------------------- | ------------ |
| Tayoshi              | 田吉         | 0             | JR Kyushu : Nichinan (interconnexion) | Miyazaki     |
| Aéroport de Miyazaki | 宮崎空港     | 1,4           |                                       | Miyazaki     |